# Talinella
Talinella ist eine Pflanzengattung der Familie der Talinaceae innerhalb der Ordnung der Nelkenartigen (Caryophyllales).

## Beschreibung
Es sind laubabwerfende Sträucher mit langen und überhängenden Zweigen. Die aufrechten, kahlen oder warzig-behaarten Triebe entspringen einem knolligen Wurzelstock (Caudex). Die kurz gestielten Laubblätter sind wechselständig angeordnet und unterseits meist mit einer verdickten Mittelrippe versehen. Die Blüten erscheinen an traubigen Rispen am Triebende oder in endständigen Rispen am Ende von Kurztrieben. Die Blütenhülle besteht aus zwei leicht fleischigen Kelchblättern und 2 bis 5 weißen, rosafarbenen oder roten Kronblättern. Der Fruchtknoten ist zur Blütezeit gekammert. Dies ist ein einmaliges und damit gattungstypisches Merkmal. Die nicht aufreißenden, grünen bis rötlichen Beerenfrüchte enthalten bis zu zehn, glänzend schwarze und bis 1 mm große Samen.

## Verbreitung
Die Arten der Gattung sind überall auf Madagaskar verbreitet, mit Ausnahme der feuchten Wälder an der Ostküste.

## Systematik
Synonyme für Talinella sind: Sabouraea Leandri. Die Typart der Gattung ist Talinella boiviniana. Die Gattung wurde nach ihrer Ähnlichkeit zur Gattung Talinum benannt, obwohl das Diminutiv nicht zutrifft, da die Pflanzen der Gattung Talinella wesentlich größer werden als die der Gattung Talinum.
Die Gattung enthält folgende Arten:
- Talinella albidiflora Appleq.
- Talinella ankaranensis Appleq.
- Talinella boiviniana Baill.
- Talinella bosseri Appleq.
- Talinella dauphinensis Scott-Elliot
- Talinella grevei Danguy
- Talinella humbertii Appleq.
- Talinella latifolia Appleq.
- Talinella microphylla Eggli
- Talinella pachypoda Eggli
- Talinella tsitondroinensis Appleq.
- Talinella xerophila Appleq.[1]

## Gefährdung
Im November 2021 stehen vier Arten der Gattung auf der Roten Liste gefährdeter Arten der IUCN. Der Grad der Gefährdung reicht dabei von „nicht gefährdet (Least Concern)“ bei Talinella grevei bis „vom Aussterben bedroht (Critically Endangered)“ bei Talinella dauphinensis und Talinella humbertii.